# 李旭昊
李旭昊，1991年生，山东青岛人。中国人民解放军联合军乐团作曲家。2009年考入中央音乐学院作曲系，研究生毕业。代表作有《钢铁洪流进行曲》《红色印章》《领航中国》。